# Ḵ
La K con macrón suscrito (Mayúscula: Ḵ minúscula: ḵ), es un grafema usado en la escritura de atsam, Haida, kwak'wala, nisgha, nobonob, de Saanich, de sechelt, de Squamish, de Tlingit (en la ortografía de Alaska), uduk, y en varias romanizaciones o la transcripción de lenguas semíticas. Esta es la letra K diacrítica con un macrón suscrito.

## Codificación
La K con macrón suscrito se puede representar en Unicode con los siguientes caracteres:
| forma     | representación | puntos de código | descripción                                  |
| --------- | -------------- | ---------------- | -------------------------------------------- |
| mayúscula | Ḵ              | U+1E34           | Letra mayúscula latina K con macrón suscrito |
| minúscula | ḵ              | U+1E35           | Letra minúscula latina K con macrón suscrito |